# Буженинов, Михаил Степанович
Михаил (Моисей) Степанович Буженинов — русский архитектор.

## Биография
Даты и точное место рождения и смерти Михаила Буженинова неизвестны.
Известно, что жил и работал в России в XVII веке, был строителем нового Преображенского дворца (не сохранился) на левом берегу реки Яузы в Москве (находился в районе улицы Стромынки).
Именем Буженинова (по другим данным в честь его брата Степана — бомбардира Преображенского полка, бригадира) в XVIII веке была названа улица ныне в Восточном административном округе города Москвы, расположена на территории района Преображенское.